# Atchafalaya
Atchafalaya (ang. Atchafalaya River) – rzeka w Stanach Zjednoczonych Ameryki Północnej, przepływająca przez stan Luizjana, będąca odnogą rzeki Missisipi.
Długość Atchafalayi to 273 kilometry (170 mil), a powierzchnia dorzecza wynosi 150,7 tysięcy km². Źródło rzeki jest umowne i przyjmuje się, że znajduje się ono w pobliżu południowo-zachodniego krańca wyspy Turnbull, utworzonej pomiędzy Missisipi, Red River oraz starym zakolem Missisipi nazywanym Old River
Nazwa rzeki pochodzi od połączenia słów z języka Indian Czoktawów oznaczających długa rzeka (hacha – rzeka oraz falaia – długa).

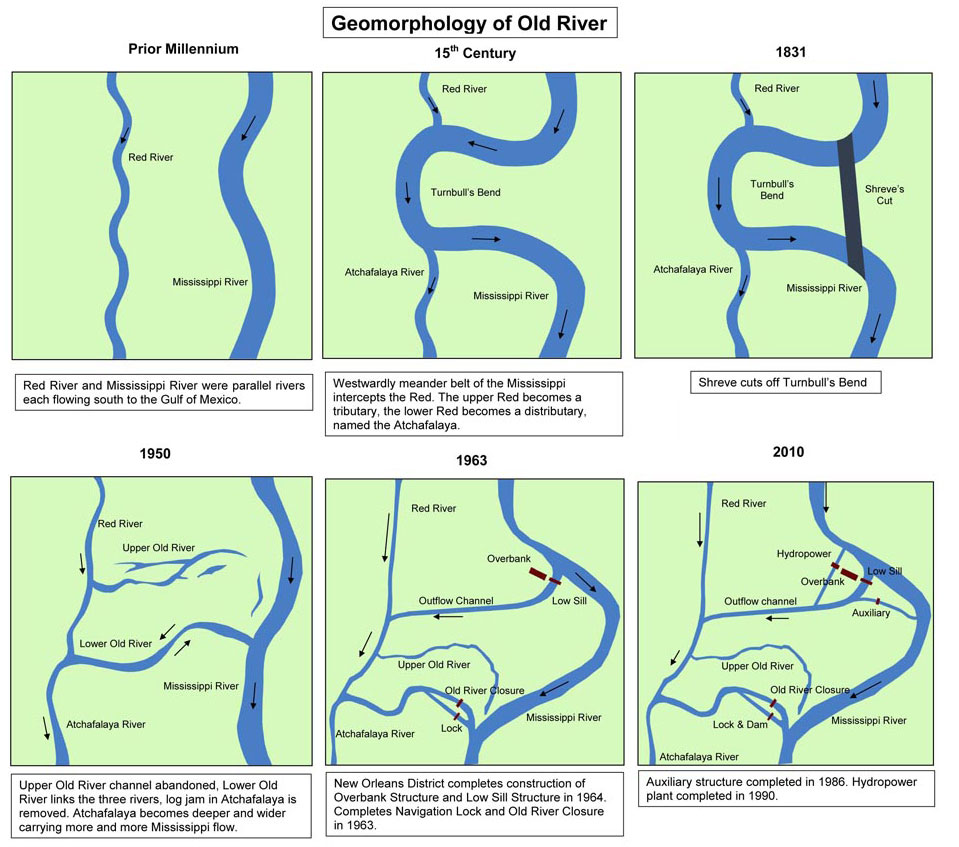
Przekształcenia połączenia rzek Red River i Atchafalaya na przestrzeni lat

Rzeka jest na całej długości żeglowna i według danych USA Navigation Data Center w Waterborne w 2009 roku przewieziono rzeką ponad 13,6 miliona ton towarów. Budową obiektów wodnych oraz utrzymywaniem żeglowności od ponad 100 lat zajmuje się Korpus Inżynieryjny Armii Stanów Zjednoczonych. W 1984 roku na terenach otaczających rzekę oraz w delcie pomiędzy Atchafalayą a Missisipi na terenach nazywanych bagnami Atchafalayi (Atchafalaya Swamp), które są największym obszarem bagien w Stanach Zjednoczonych, utworzono rezerwat Atchafalaya National Wildlife Refuge zajmujący powierzchnię ponad 60 km².